# Shelby Harris
Shelby Harris (Milwaukee, Wisconsin, 11 de agosto de 1991) es un jugador profesional estadounidense de fútbol americano que se desempeña en la posición de defensive tackle en Cleveland Browns, equipo de la National Football League (NFL).

## Carrera
Fue seleccionado en la séptima ronda en la Reunión Anual de Selección de Jugadores de la NFL de 2014. Hizo su debut profesional con el equipo Las Vegas Raiders, en el cual jugó dos temporadas (2014-2016), después pasó a Denver Broncos (2017-2022), luego a Seattle Seahawks (2022-2023), posteriormente a Cleveland Browns, donde lleva jugando dos temporadas.